# 데이비드 캠피지
데이비드 이언 캠피지(영어: David Ian Campese, 영어 발음: /ˈdeɪvɪd ˈiː.ən kæmˈpiːzi/, 1962년 10월 21일~)는 오스트레일리아의  전직 럭비 유니언 선수, 지도자로 현역 시절 포지션은 윙, 풀백이다. 오스트레일리아 대표팀 소속으로 국제 대회에서 활동했으며 테스트 매치(국제 경기) 101회 출전했다. 그는 오스트레일리아 대표 선수로서 럭비 월드컵에 2회(1991, 1995) 참가했다. 
2002년에 오스트레일리아 럭비에 기여한 공로로 오스트레일리아 훈장을 받았다. 현재 미디어 평론가와 웅변가로 활동하고 있다.